# 2.ª División de Portaaviones (Japón)
La 2.ª División de Portaaviones (第二航空戦隊 Dai-ni Kōkū Sentai?) fue una unidad de portaaviones de la 1.ª Flota Aérea de la Armada Imperial Japonesa.

## Historia

### Segunda Guerra Mundial
Al comienzo de la Guerra del Pacífico en la Segunda Guerra Mundial, la división estaba compuesta por los portaaviones Sōryū y Hiryū. Ambos portaaviones participaron en el ataque a Pearl Harbor y en la incursión del Océano Índico.
Tras la pérdida del Sōryū y el Hiryū en la desastrosa batalla de Midway en junio de 1942, el Jun'yō y el Ryūjō formaron la nueva división.

## Historial
| Fecha                   | Unidades                                                               |
| ----------------------- | ---------------------------------------------------------------------- |
| 15 de noviembre de 1934 | Akagi                                                                  |
| 15 de noviembre de 1934 | 2.ª División de Destructores: Minekaze, Okikaze                        |
| 1 de diciembre de 1936  | Kaga                                                                   |
| 1 de diciembre de 1936  | 22.ª División de Destructores: Satsuki, Minazuki, Fumizuki, Nagatsuki  |
| 15 de diciembre de 1938 | Sōryū, Ryūjō                                                           |
| 15 de diciembre de 1938 | 12.ª División de Destructores: Shinonome, Usugumo, Shirakumo, Murakumo |
| 15 de noviembre de 1939 | Sōryū, Hiryū                                                           |
| 15 de noviembre de 1939 | 11.ª División de Destructores: Fubuki, Shirayuki, Hatsuyuki            |
| 15 de noviembre de 1940 | Sōryū, Hiryū                                                           |
| 15 de noviembre de 1940 | 23.ª División de Destructores: Kikuzuki, Mikazuki, Mochizuki, Yūzuki   |
| 14 de julio de 1942     | Jun'yō, Ryūjō                                                          |
| 1 de abril de 1943      | Jun'yō, Hiyō, Ryūhō                                                    |
| 10 de julio de 1944     | Disuelta.                                                              |